# Aldenburg (Wilhelmshaven)
Aldenburg ist ein Stadtteil der kreisfreien Stadt Wilhelmshaven in Niedersachsen. Zum Stadtteil gehören die Stadtviertel Aldenburg, Wiesenhof, Stadtparkkolonie und Fort Schaar.

## Lage
Der Anfang des 19. Jahrhunderts entstandene Stadtteil Aldenburg liegt im Westen von Wilhelmshaven. Er wird in etwa begrenzt durch die Kurt-Schumacher-Straße, der Friedrich-Paffrath-Straße, der Straße „Am Wiesenhof“ sowie der Schaarreihe.
Nördlich des Friedhofs entsteht zurzeit das Wohngebiet "Elsa-Brandström-Straße".

## Namensherkunft
Der Ort wurde nach den Grafen von Aldenburg-Bentinck benannt, die auf der nahe gelegenen Burg Kniphausen ihren Sitz hatten. Straßennamen wie Bentinckstraße und Kniphauser Straße erinnern an das Herrscherhaus.

## Geschichte

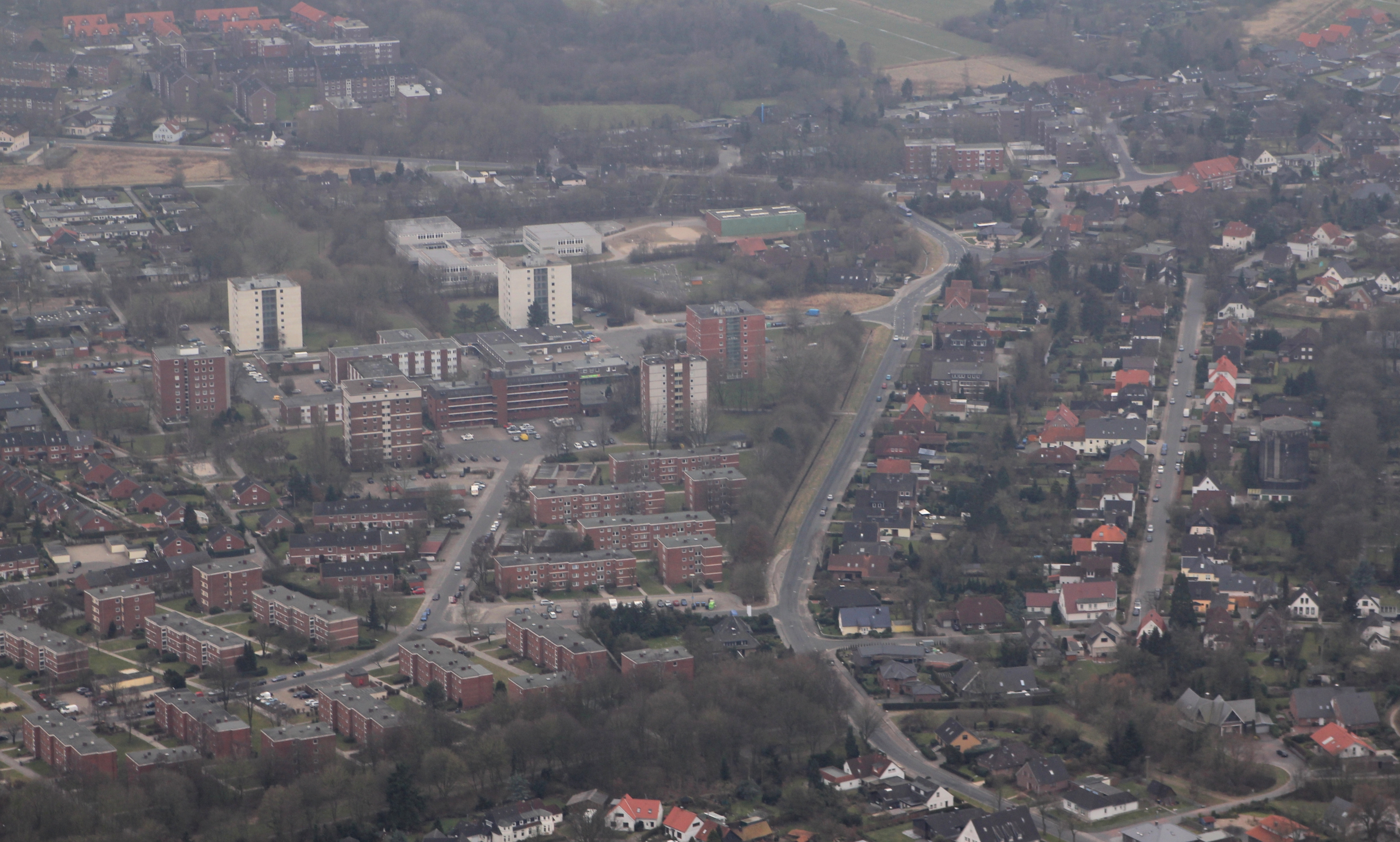
Luftbild des südlichen Teils von Aldenburg, Blickrichtung Süden. In der Bildmitte diagonal der Altengrodener Weg. Man erkennt die „Keimzelle“ Aldenburgs auf der rechten Bildseite im Gegensatz zu den Mehrfamilienhäusern des Wiesenhofs auf der linken Bildseite.

Anfang des 19. Jahrhunderts erwarb der Gemeindebaumeister Ibo Koch von der Gemeinde Accum große Ländereien an der großen Schleife der alten Maade nördlich der Wurtensiedlung Schaar. Ab 1909 entstand auf dem Gelände eine Wohnkolonie mit Villen-Bebauung. Bis zum Beginn des Ersten Weltkrieges entstanden 72 Häuser. Ein zentraler Punkt in der neuen Wohnkolonie war die Gastwirtschaft Weltfrieden.
Aldenburg gehörte lange Zeit zur Gemeinde Fedderwarden, ab 1933 zur neu gebildeten Gemeinde Kniphausen und wurde zusammen mit den südlichen Gebieten der Gemeinde zum 31. März 1938 an die Stadt Wilhelmshaven abgetreten.
Mitte der 1960er Jahre erfolgte die Bebauung des Viertels Wiesenhof und in den späten 1970er Jahren die Errichtung eines Wohngebietes auf dem Gelände des ehemaligen Fort Schaar. Beide Stadtviertel sind heute Teile des Stadtteils Aldenburg.
Das Stadtviertel Wiesenhof entstand zwischen den alten Stadtteilen Aldenburg und Neuende, weil in Wilhelmshaven in den 1960er Jahren ein Wohnungsmangel herrschte. Insbesondere der rasch anwachsende Marinestützpunkt Heppenser Groden mit seinen neuen Dienstposten zog Marineangehörige mit ihren Familien in die Stadt. Die Entwicklung des Gesamtkonzeptes für die neue Wohnstadt auf der grünen Wiese erfolgte im Auftrag der Immobiliengesellschaft Jade durch den Düsseldorfer Architekten Josef Lehmbrock. 340 Wohnungen für Marineangehörige in Mehrfamilienhäuser mit drei oder vier Geschossen sowie eine entsprechende Infrastruktur wurden im ersten Bauabschnitt geplant. In der Mitte der neuen Wohnstadt entstand ein Versorgungszentrum mit Supermarkt und weiteren Dienstleistern. Auf Durchgangsstraßen wurde weitestgehend verzichtet, stattdessen erschlossen Stichstraßen das neue Stadtviertel. Am 23. März 1965 erfolgte der erste Spatenstich für den ersten Bauabschnitt durch den Oberstadtdirektor Walter Schumann, gleichzeitig Vorsitzender des Aufsichtsrates der Jade. Die Kosten für den ersten Bauabschnitt beliefen sich auf rund 22 Millionen DM.

## Infrastruktur

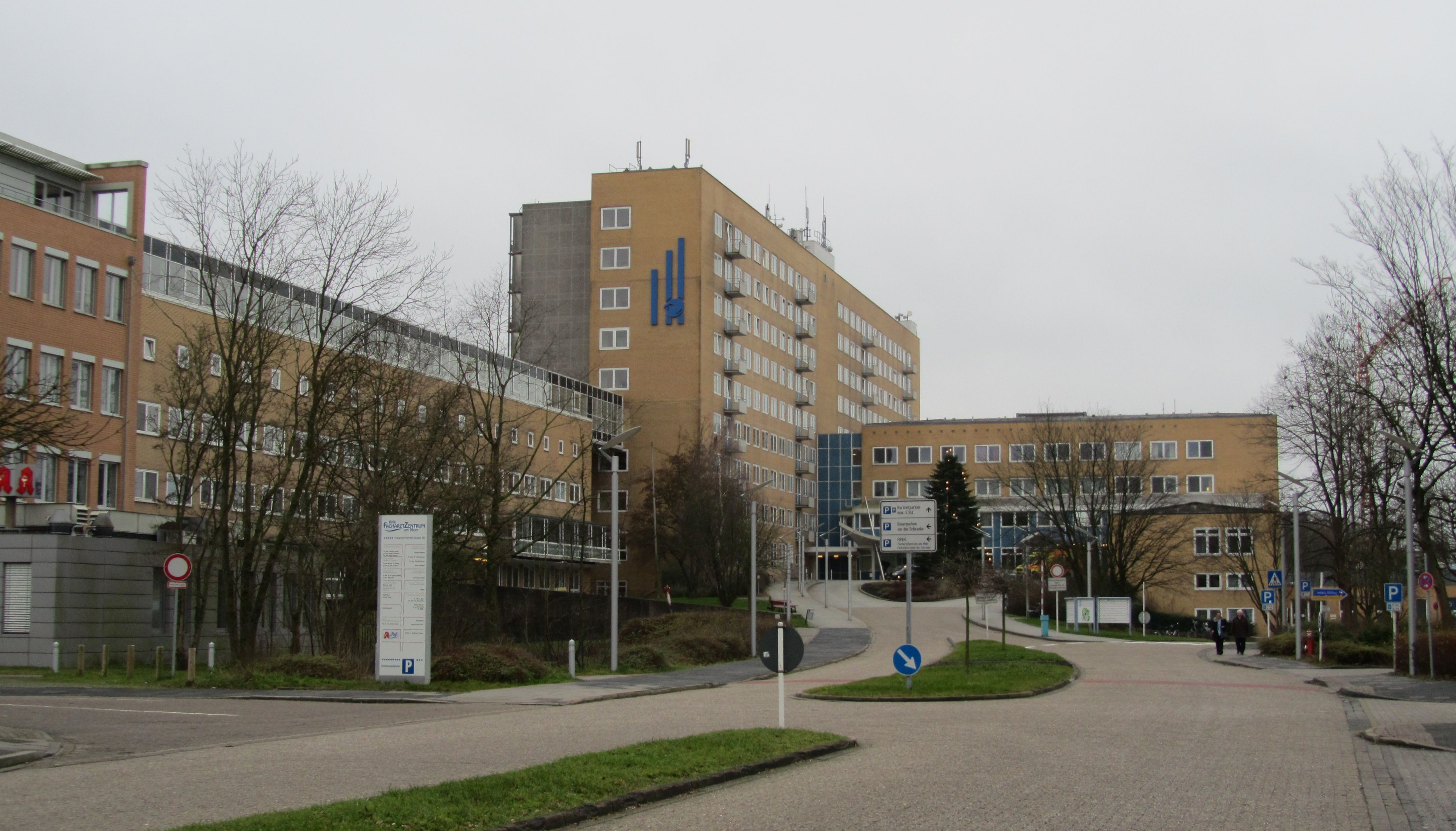
Klinikum Wilhelmshaven

Im nördlichen Bereich des Stadtteils Aldenburg liegt das städtische Krankenhaus Klinikum Wilhelmshaven. Das 1967 an der Friedrich-Paffrath-Straße als Reinhard-Nieter-Krankenhaus (RNK) eröffnete Krankenhaus verfügt über 617 stationäre und 58 teilstationäre Betten. Seit 1976 ist es Akademisches Lehrkrankenhaus der Universität Göttingen. Mit rund 1400 Beschäftigten ist das Krankenhaus einer der größten Arbeitgeber der Stadt Wilhelmshaven. Entsprechend einem Stadtratsbeschluss vom Oktober 2014 wurde das bisherige, katholisch geführte St. Willehad Hospital am 7. November 2014 von der Stadt übernommen und an das Reinhard-Nieter-Krankenhaus angegliedert. Das vereinigte Krankenhaus erhielt den neuen Namen Klinikum Wilhelmshaven. Das Klinikum soll in den nächsten Jahren durch einen Neubau an der Friedrich-Paffrath-Straße erweitert werden.

## Einwohner

### Entwicklung
Am 31. Dezember 2007 hatte der Stadtteil Aldenburg laut Melderegister 4002 Einwohner. Innerhalb der letzten 10 Jahre ist die Einwohnerzahl im Stadtteil um 11,0 % geschrumpft. Im Vergleich zur Gesamtstadt (- 7,3 %) hat Aldenburg prozentual mehr Einwohner verloren. Auch bis zum Jahr 2017 kann man sehen, dass die Einwohnerzahl weiterhin abgenommen hat.

### Ausländer- und Migrantenanteil
Der Ausländeranteil ist von 2,2 % im Jahr 2007 auf 5,9 % im Jahr 2017 gestiegen, dies liegt klar unter Wilhelmshavener Durchschnitt von 9,6 %. Der Anteil der Migranten liegt bei 16,8 % bei einem städtischen Durchschnitt von 21,8 %.

### Besiedlung
Der Stadtteil Aldenburg ist 147,6 Hektar groß. Die Einwohnerdichte beträgt 27,1 Einwohner je Hektar, wobei im Stadtviertel Wiesenhof ein wesentlich höherer Wert mit 44,6 Einwohnern/Hektar erreicht wird.

### Alter
Das Durchschnittsalter der Einwohner Aldenburgs beträgt 48 Jahre. Damit ist die Bevölkerung dieses Stadtteils deutlicher älter als der Wilhelmshavener Durchschnitt (46,1 Jahre). Im Jahr 2017 ist zu betrachten, dass der Anteil der über 65-Jährigen verhältnismäßig hoch ist mit 36,4 %. Dies sind mehr als doppelt so viele wie die Minderjährigen mit 14,1 %.

### Familienstand
Mit 46,4 % überwiegend die Ein-Person-Haushalte in dem Stadtteil. Obwohl der Anteil der verheirateten Paare bei 46, 9 % liegt. 16,7 % der Haushalte leben mit Kindern.

### Einwohnerbewegung
Das Jahr 2017 zeigt, dass die Sterbefälle höher sind als die Geburten in diesem Stadtteil. In diesem Jahr liegt der Unterschied bei - 10 Einwohnern. Auch die Fortzüge sind höher als die Zuzüge: 28 Einwohner hat der Stadtteil verloren.

## Bauwerke

### Friedhof Aldenburg

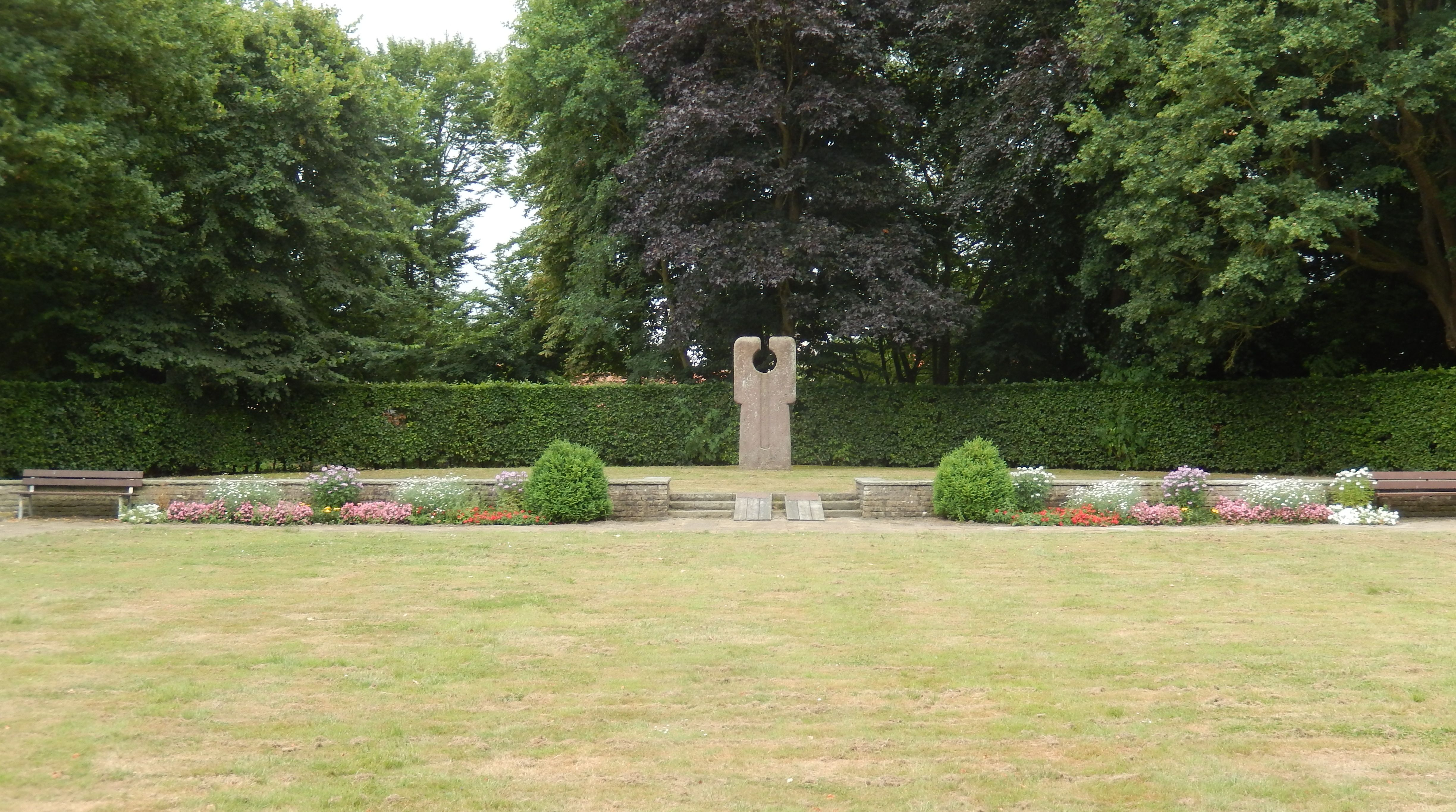
Ehrenhain für die Bombenopfer

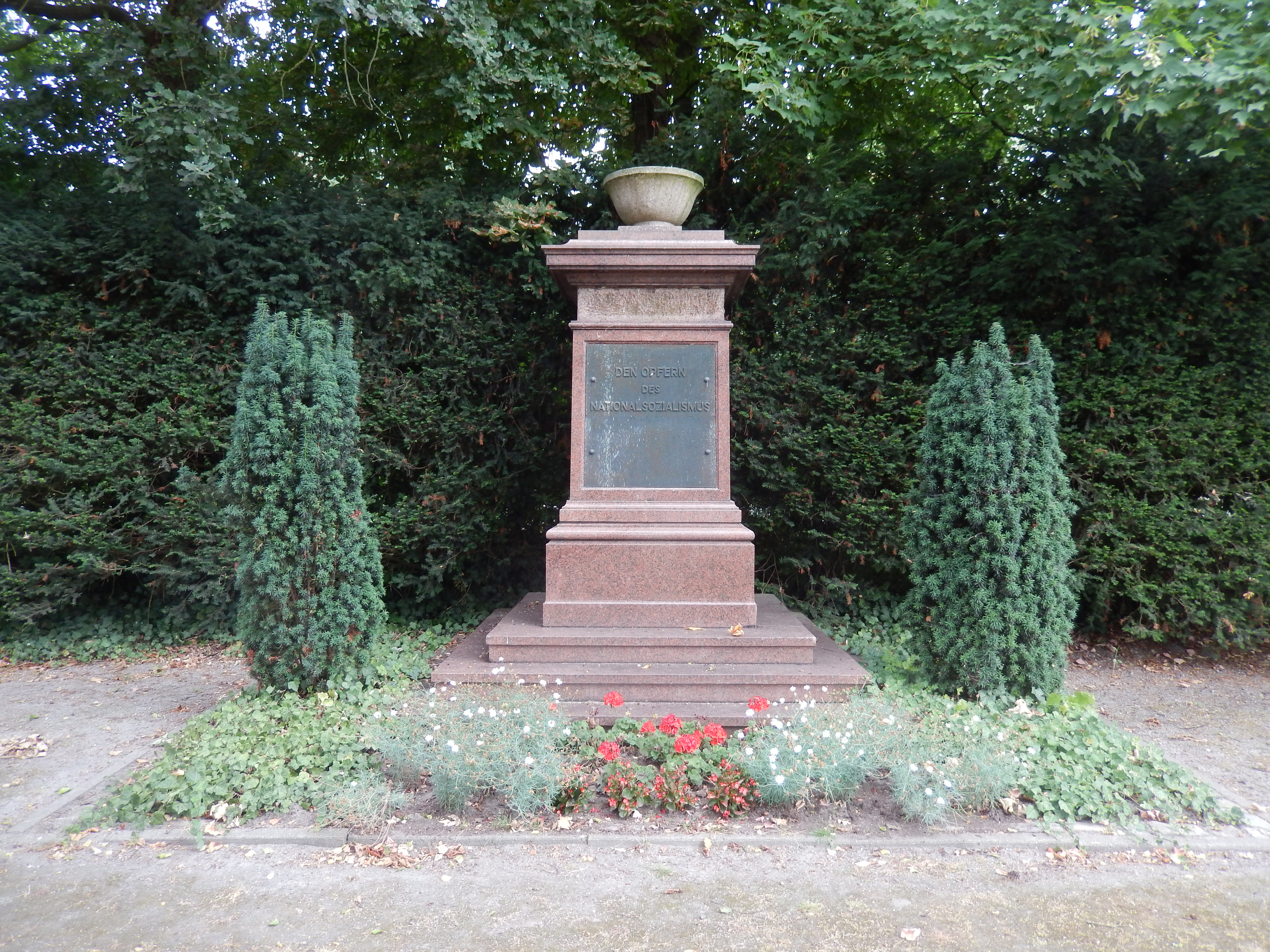
Ehrenmal für die Opfer des Nationalsozialismus

Die Gemeinde Bant legte im nördlichen Bereich von Aldenburg den parkähnlichen Friedhof Aldenburg an. Auf dem links und rechtsseitig der alten Maade liegenden Friedhof entstanden nach dem Zweiten Weltkrieg der Ehrenhain für die Opfer der Luftangriffe auf Wilhelmshaven sowie das Ehrenmal für die Opfer des Nationalsozialismus.